# Cry Me a River
„Cry Me a River” este un cântec înregistrat de către compozitorul și cântărețul american Justin Timberlake pentru albumul său de debut, Justified (2002). A fost scris de Justin Timberlake și Scott Storch împreună cu producătorul Timbaland, de asemenea inspirat de relația lui Timberlake cu fosta iubită, cântăreața pop Britney Spears. Jive Records a lansat single-ul pe data de 5 noiembrie 2002 în SUA ca și al doilea single al albumului. Acompaniat de o orgă, beatbox, chitare și sintetizatoare, „Cry Me a River” este un cântec R&B despre un bărbat care a fost părăsit de iubita lui pentru o altă relație. Cu toate acestea, iubita își primește pedeapsa atunci când bărbatul pe care l-a înșelat anterior sfârșește să o înșele cu o altă femeie. Ea încercă să meargă la fostul ei iubit pentru simpatie, dar el răspunde cu titlul melodiei.
Single-ul a primit în general păreri pozitive din partea criticilor, care au l-au considerat ca un cântec neobișnuit pentru Justified, lăudând producția lui Timbaland. A câștigat un premiu Grammy pentru Cea mai bună performanță vocala pop masculină în ediția din 2004. Cântecul a ajuns pe locul al treilea în topul american BillboardHot 100 și alte topuri pop, ocupând topul 10 al acestora în alte țări. A fost premiat cu un disc de aur de către Australian Recording Industry Association (ARIA) și cu unul de argint de către Syndicat National de l'Édition Phonographique (SNEP).
Francis Lawrance a regizat videoclipul muzical pentru „Cry Me a River” în octombrie 2002.  Malibu, California. În videoclip, personajul lui Timberlake își spionează fosta iubită și își arată iubirea lui față de noua parteneră. Spears a susținut că videoclipul a fost o mișcare de publicitate, dar Timberlake a insistat că nu ea nu a inspirat producția. Videoclipul a câștigat premiul pentru Cel mai bun videoclip masculin, cât și cel pentru Cel mai bun videoclip pop la premiile MTV Video Music Awards din 2003. Timberlake a interpretat „Cry Me a River” în timpul celor patru mari concerte ale lui: Justified World Tour (2003-2004), Justified/Stripped Tour (2003), FutureSex/LoveShow (2007) și The 20/20 Experience World Tour (2013-2014). Cântecul a fost interpretat și de alți artiști (cover-uri) printre care Leona Lewis, Taylor Swift și Glen Hansard. Spears a înregistrat un răspuns în piesa „Everytime” pentru albumul ei lansat în 2003, In the Zone'.

## Versiuni
| - Single 12-inch 1. „Cry Me a River” (Dirty Vegas Vocal Mix) – 8:11 2. „Cry Me a River” (Bill Hamel Justinough Vocal Remix) – 7:43 3. „Cry Me a River” (Johny Fiasco mix) – 7:55 - Germania (maxi single) 1. „Cry Me a River” – 4:48 2. „Cry Me a River” (Dirty Vegas Vocal Mix) – 8:11 3. „Cry Me a River” (Bill Hamel Justinough Vocal Remix) – 7:43 4. „Like I Love You” (Basement Jaxx Vocal Mix) – 6:04 - Regatul Unit (maxi single) 1. „Cry Me a River” – 4:48 2. „Cry Me a River” (Dirty Vegas Vocal Mix) – 8:11 3. „Cry Me a River” (Bill Hamel Vocal Remix) – 7:43 | - Canada (maxi single) 1. „Cry Me a River” (Johny Fiasco mix) – 7:55 2. „Like I Love You” (Basement Jaxx Vocal Mix) – 6:04 3. "Like I Love You” (Deep Dish Zigzag Remix) – 9:40 - SUA (maxi single) 1. „Cry Me a River” – 4:48 2. „Cry Me a River” (Versiunea instrumentală) – 4:48 3. „Cry Me a River” (Dirty Vegas Vocal Mix) – 8:11 4. „Cry Me A River” (Junior's Vasquez Earth Club Mix) – 6:43 5. „Like I Love You” (Basement Jaxx Vocal Mix) – 6:04 6. „Like I Love You” (Deep Dish Zigzag Remix) – 9:40 |

## Topuri
| Top (2002-2003)                      | Poziția de top |
| ------------------------------------ | -------------- |
| US Billboard Hot 100                 | 29             |
| US Hot R&B/Hip-Hop Songs (Billboard) | 75             |
| US Pop Songs (Billboard)             | 13             |

| Top (2003)                           | Poziția de top |
| ------------------------------------ | -------------- |
| Australia (ARIA)                     | 2              |
| Austria (Ö3 Austria Top 40)          | 29             |
| Belgia (Ultratop 50 Flanders)        | 7              |
| Belgia (Ultratop 50 Wallonia)        | 5              |
| Danemarca (Tracklisten)              | 11             |
| Finlanda (Suomen virallinen lista)   | 19             |
| Franța (SNEP)                        | 6              |
| Germania (Media Control Charts)      | 10             |
| Irlanda (IRMA)                       | 6              |
| Italia (FIMI)                        | 14             |
| Olanda (Single Top 100)              | 6              |
| Noua Zeelandă (Recorded Music NZ)    | 11             |
| Norvegia (VG-lista)                  | 10             |
| Romania (Romanian Top 100)           | 16             |
| Suedia (Sverigetopplistan)           | 10             |
| Elveția (Schweizer Hitparade)        | 20             |
| UK Singles (Official Charts Company) | 2              |
| US Billboard Hot 100                 | 3              |
| US Hot Dance Club Songs (Billboard)  | 2              |
| US Hot R&B/Hip-Hop Songs (Billboard) | 11             |
| US Mainstream Top 40 (Billboard)     | 3              |

| Chart (2008)                         | Peak position |
| ------------------------------------ | ------------- |
| UK Singles (Official Charts Company) | 91            |

| Chart (2003)                     | Position |
| -------------------------------- | -------- |
| Belgian Singles Chart (Flanders) | 60       |
| Belgian Singles Chart (Wallonia) | 33       |
| Olanda (Mega Single Top 100)     | 61       |
| France Airplay (SNEP)            | 50       |
| Suedia (Sverigetopplistan)       | 72       |

## Certificații
| Regiune | Certificări | Vânzări  |
| --- | ----------- | -------- |
| Australia (ARIA)                                                                                           | Aur         | 35,000^  |
| Franța (SNEP)                                                                                              | Argint      | 125,000* |
| *cifrele de vânzări sunt bazate pe un singur certificat ^cifrele cargo sunt bazate pe un singur certificat |             |          |

## Radio și datele lansării
| Țară          | Data lansării     | Format                      | Casa de discuri |
| ------------- | ----------------- | --------------------------- | --------------- |
| SUA           | 25 noiembrie 2002 | Radio contemporan și ritmic | Jive            |
| Germania      | 23 decembrie 2002 | 12" vinyl                   | Jive            |
| SUA           | 23 decembrie 2002 | [12" vinyl                  | Jive            |
| Europe        | 5 noiembrie 2002  | Digital download            | Universal Music |
| SUA           | 5 noiembrie 2003  | Radio urban                 | Jive            |
| Germania      | 27 ianuarie 2003  | Maxi single                 | RCA             |
| Regatul Unit  | 3 februarie 2003  | Maxi single, 12" vinyl      | RCA             |
| United States | 18 februarie 2003 | Maxi single                 | Jive            |
| Franța        | 31 martie 2003    | CD, maxi single             | Jive            |